# Musée d'Art d'Odessa
Le  musée d'art d'Odessa  (en ukrainien : Одеський національний художній музей) d'Odessa se situe au 5a de la rue Sofiyska (sainte Sophie) dans le palais Potocki qui est classé.

## Historique
Fondé en 1899, il présente des pièces des XIXe et XXe siècles. Le palais a été donné par le maire pour en faire un musée.

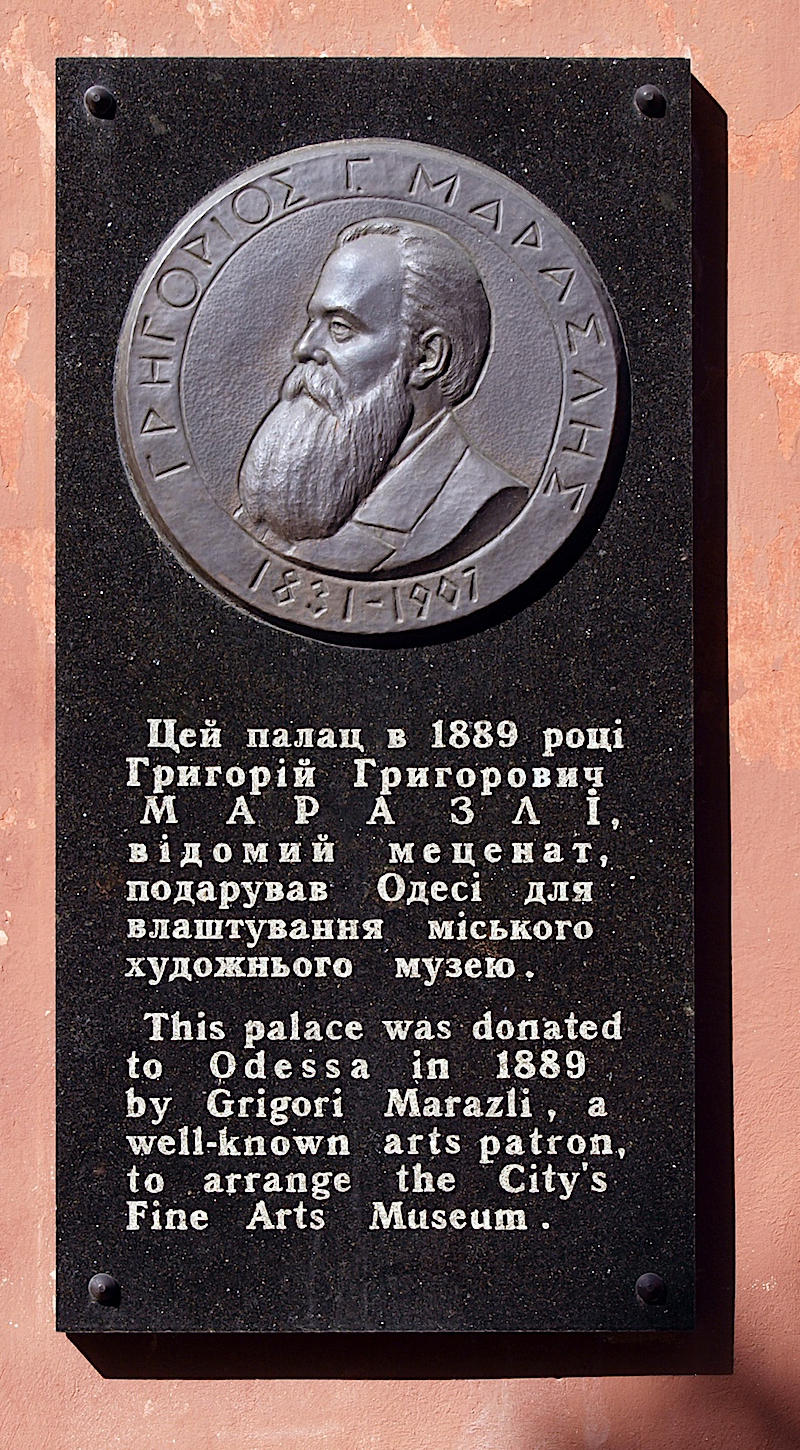
Portrait du donateur.

## Images

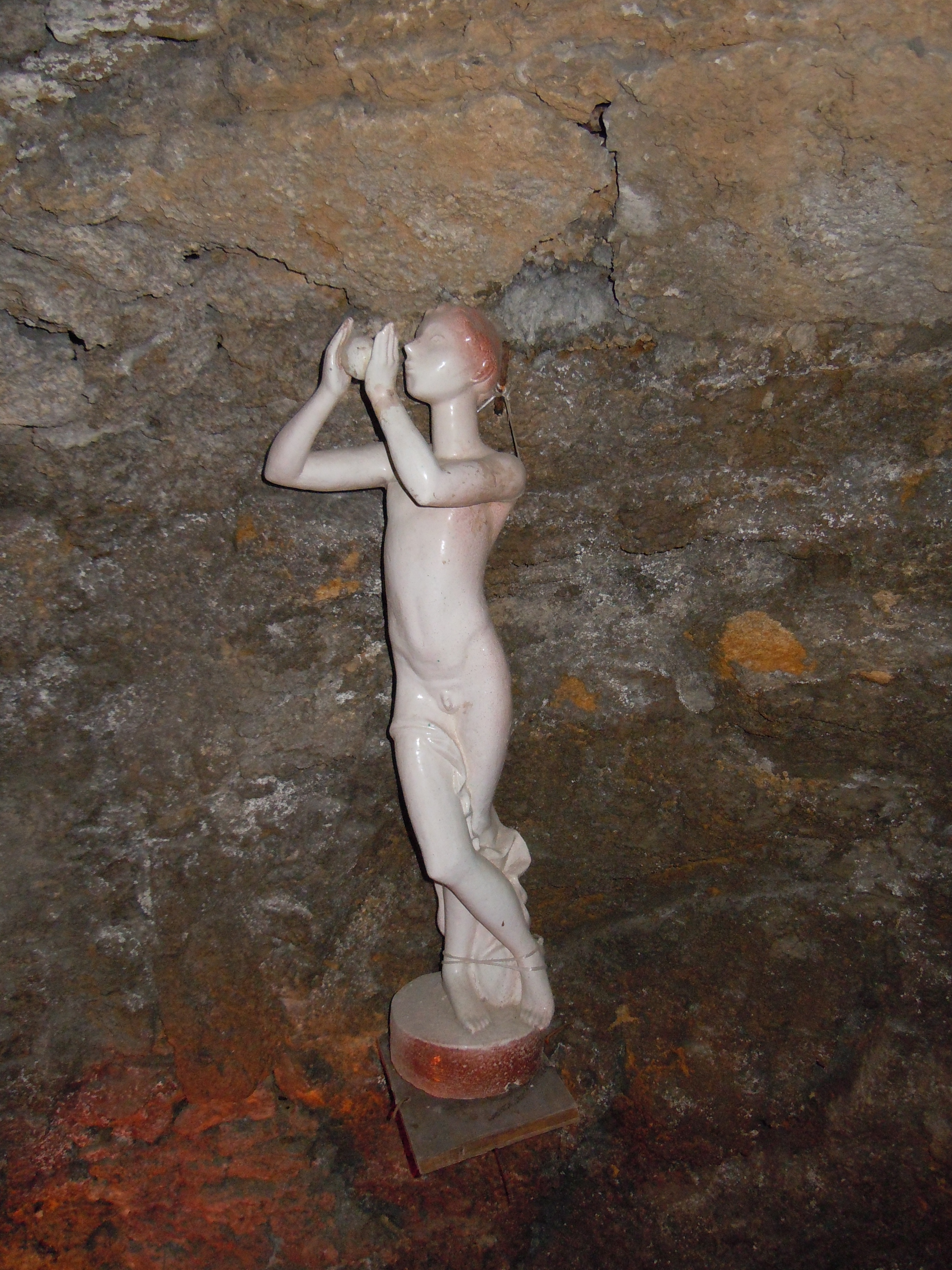
Le sous-sol.
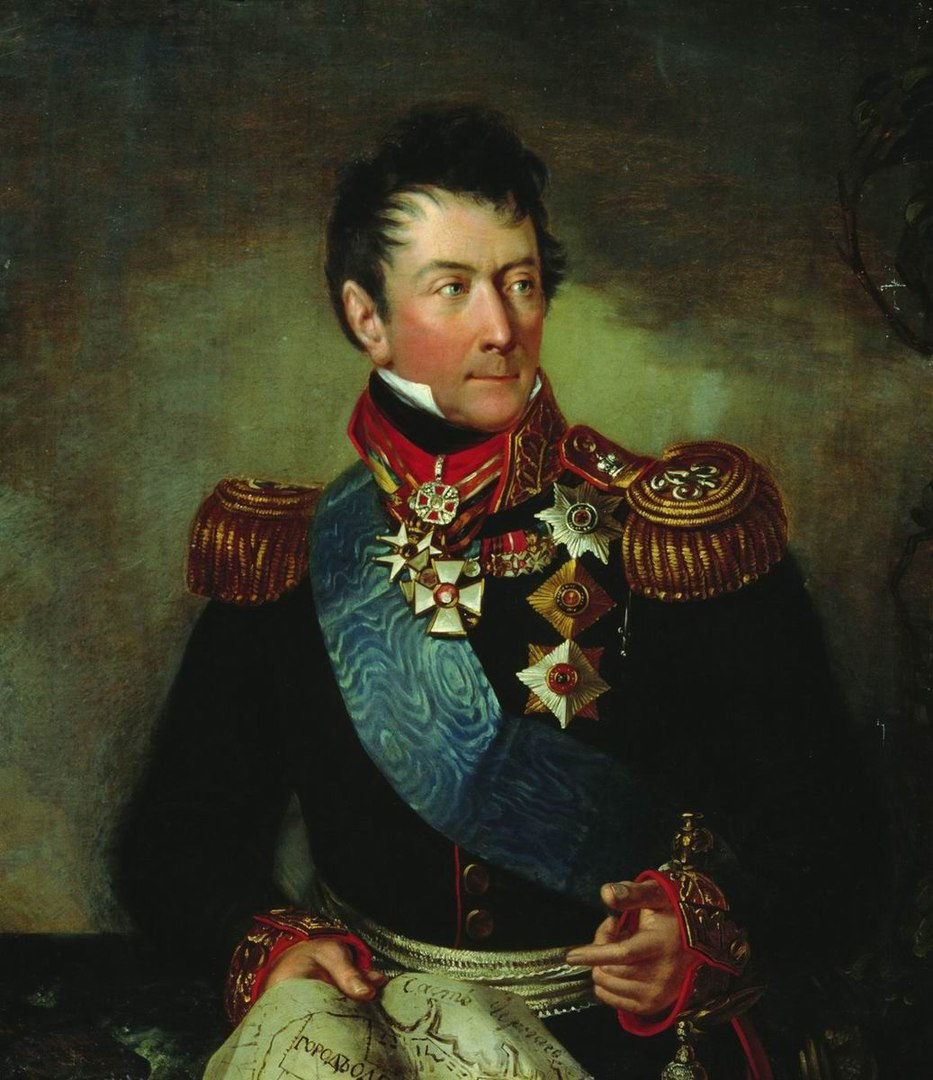
Langeron par Reichel.
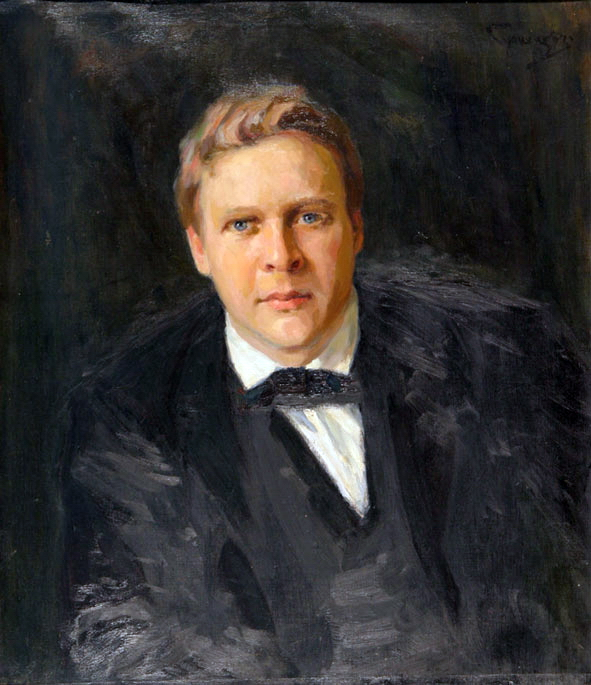
Fédor Chaliapine par Nikolaï Kouznetsov.
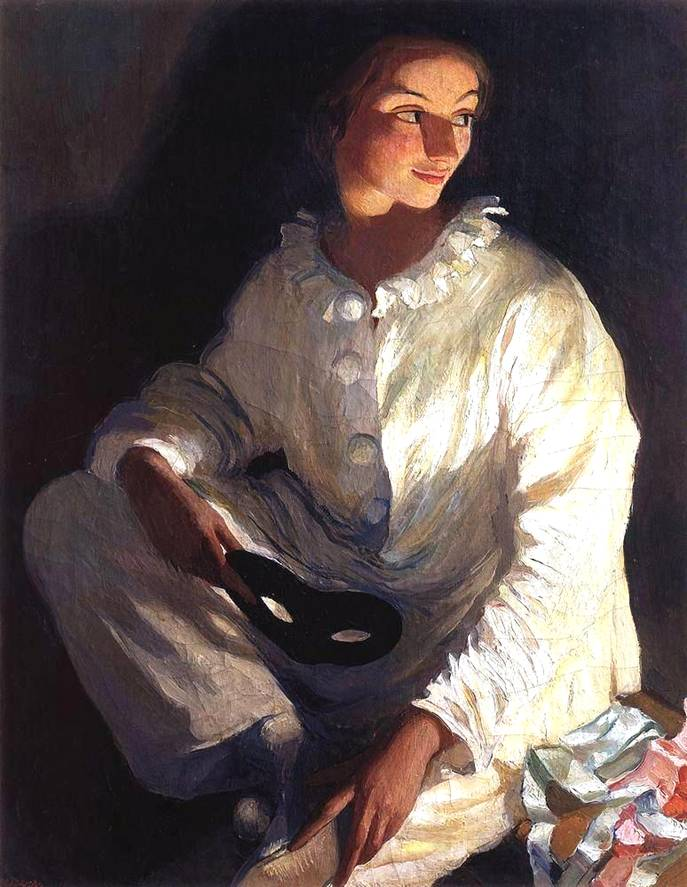
Autoportrait par Zinaïa Serebryakova.
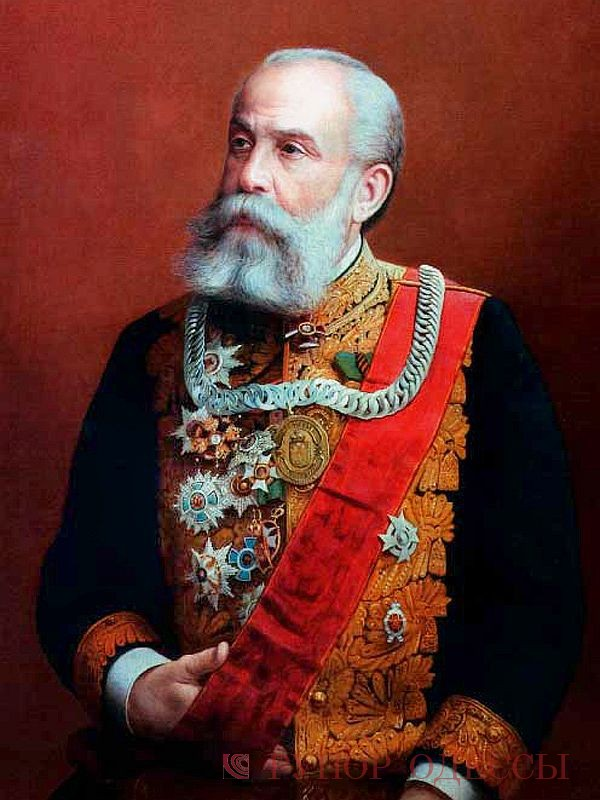
Grigorios Maraslis, maire d'Odessa.